# 聖卡洛斯縣 (薩爾塔省)

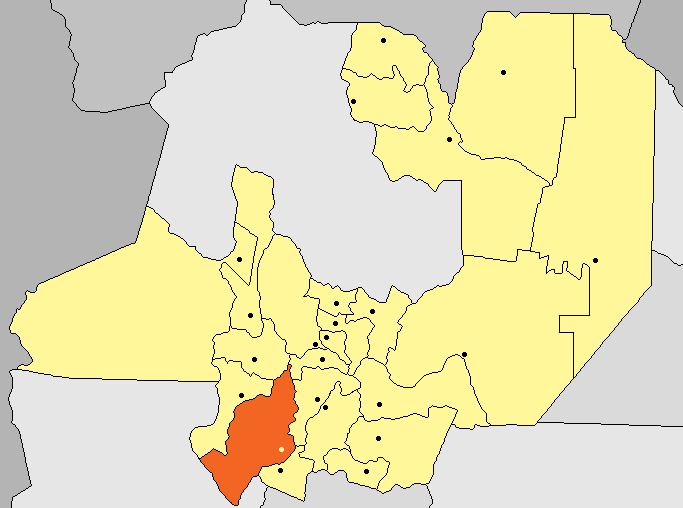

25°53′9″S 65°55′45″W / 25.88583°S 65.92917°W
聖卡洛斯縣（西班牙語：Departamento de San Carlos），是阿根廷的縣份，位於該國西北部薩爾塔省，首府設於聖卡洛斯，面積5,125平方公里，2010年人口7,016，人口密度每平方公里1.37人。